# Erich Wentscher
Erich Wentscher (* 26. Juli 1892 in Itzehoe, Holstein; † 19. Februar 1953 in Meisenheim) war ein deutscher Genealoge, Schriftsteller, Archivar, Bibliothekar und Mitglied des Herold. Ergebnis seiner Arbeit über mehrere Jahrzehnte, in denen er mithalf, den Ruf der wissenschaftlichen Genealogie zu erhalten, war beispielsweise die „Einführung in die praktische Genealogie“ (vier Auflagen, 1933–1966).

## Leben
Erich Wentscher war Sohn des späteren Generalleutnants und Offizier im Ersten Weltkrieg Eugen Wentscher († 1921) und der Martha Schaefer. Er besuchte Gymnasien in Naumburg und Halle. Danach studierte er Rechts- und Staatswissenschaften, Geschichte und Kunstgeschichte in Berlin. Seine Studien wurden durch den Einsatz im Krieg unterbrochen, den er als Leutnant der Reserve beendete. 1919 promovierte er zum Dr. iuris in Erlangen.
Im gleichen Jahr wurde er Geschäftsführer der Deutschnationalen Volkspartei. Er schrieb als freier Schriftsteller einige Werke, die in die Schöne Literatur eingingen (Lyrik, Erzählungen, ein Roman). Mitte der 1920er Jahre arbeitete er an der Geschichte seiner Familie und letztlich als Genealoge. Von 1924 bis 1926 war er als Hauptschriftleiter der Zeitschrift Deutscher Wille tätig. Von 1928 bis 1944 hatte er die Schriftleitung des Archivs für Sippenforschung vom Verlag Starke inne. Aus dieser Arbeit ging die „Einführung in die praktische Genealogie“ hervor. 
Ab 1935 war er Obmann und Stellvertreter von Kurt Mayer in der Vereinigung der Berufssippenforscher e. V.
Wentscher veröffentlichte eine Reihe weiterer genealogischer und lokalhistorischer Schriften. Er arbeitete außerdem als Archivar und Bibliothekar der Domstifter Merseburg, Naumburg und Zeitz.
Wentscher verstarb 1953 im Alter von 60 Jahren an einer Herz-Thrombose, nachdem er zuvor einige Wochen an Grippe erkrankt und mit einer schweren Anämie in die Kreuznacher Diakonie eingeliefert worden war.

## Veröffentlichungen
- Freiheit – Eine Preußenjugend. G. Grothe’sche Verlagsbuchhandlung. Berlin 1920
- Böhmen. Ein Tagebuch. (= Fahrten und Fremde, Band 1), Deutscher Wille (Verlag), Berlin 1925
- Listen der Görlitzer Schützengilde 1506–1927, 1927, Starke Verlag, 556 Seiten
- Codex diplomaticus Lusatiae superioris – V – Görlitzer Bürgerrechtslisten von 1379–1600, herausgegeben von Dr. Erich Wentscher, im Auftrage der Oberlausitzischen Gesellschaft der Wissenschaften, Selbstverlag der Oberlausitzischen Gesellschaft der Wissenschaften, Görlitz 1928.
- Die Entfaltung der Schnitter in Görlitz und Zittau in: Der Herold 10, 1983, Seite 229–258
- Einführung in die praktische Genealogie, Görlitz 1933, 1936, 1939, Limburg/Lahn (umgearbeitete u. ergänzte Auflage, Co-Autor: Hermann Mitgau) 1966.
- Die Rufnamen des deutschen Volkes, 1928, 52 Seiten
- Soldatenlust, Soldatenweh, Gedichte aus dem Kriege, Furche-Verlag, 1917, 81 Seiten, digitalisiert 2010
- Geschichte der Familie Firle Volume 5: Die Anfänge der Firle in und um Görlitz, 1933, 17 Seiten.
- Grote’sche Sammlung. Band 142: Freiheit. Eine Preussenjugend, 1920, 333 Seiten.